# ام‌اس تئوفیلوس
ام‌اس تئوفیلوس (به انگلیسی: MS Theofilos) یک کشتی است که طول آن 148.9 m می‌باشد. این کشتی در سال ۱۹۷۴ ساخته شد.